# Prezent
Prezent (lat. præsens = sadašnji) naziv je za sadašnje vrijeme u jezicima. Neki jezici imaju jedan oblik prezenta, a neki više njih.

## U hrvatskom jeziku
Prezent ili sadašnje vrijeme u standardnom hrvatskom jeziku tvori se od glagolske osnove i nastavaka -em -eš -e -emo -ete -u, -jem -ješ -je -jemo -jete -ju, -am -aš -a -amo -ate -aju i -im -iš -i -imo -ite -e (to je tradicionalna podjela nastavaka). 
Prezent je jednostavni oblik jer se tvori dodavanjem nastavaka na prezentsku osnovu.Prezentska osnova se tvori oduzimanjem nastavaka u trećoj osobi (licu) množine prezenta.
| lice i broj | -em    | -jem     | -am     | -im    |
| ----------- | ------ | -------- | ------- | ------ |
| 1. jd.      | pišem  | ratujem  | pjevam  | radim  |
| 2. jd.      | pišeš  | ratuješ  | pjevaš  | radiš  |
| 3. jd.      | piše   | ratuje   | pjeva   | radi   |
| 1. mn.      | pišemo | ratujemo | pjevamo | radimo |
| 2. mn.      | pišete | ratujete | pjevate | radite |
| 3. mn.      | pišu   | ratuju   | pjevaju | rade   |

U prezentu se provodi palatalizacija kad se suglasnici k, g ili h nađu pred nastavkom -em:
- tečem - teku, možeš - mogu, strižem - strigu, pečem - peku

U glagolima s nastavkom -jem provodi se jotacija:
- skakati - skačem, glodati - glođem, rezati - režem

### Prezent pomoćnih glagola
Prezent pomoćnih glagola biti i htjeti:
Pomoćni glagoli biti i htjeti nazivaju se pomoćnim glagolima jer pomoću njih tvorimo neke složene glagolske osobe.
| glagol biti         | jednina                   | množina                     |  |
| ------------------- | ------------------------- | --------------------------- |  |
| naglašeni prezent   | 1. jesam 2. jesi 3. jest  | 1. jesmo 2. jeste 3. jesu   |  |
| nenaglašeni prezent | 1. sam 2. si 3. je        | 1. smo 2. ste 3. su         |  |
| dvovidni prezent    | 1. budem 2. budeš 3. bude | 1. budemo 2. budete 3. budu |  |
| zanijekani oblik    | 1. nisam 2. nisi 3. nije  | 1. nismo 2. niste 3. nisu   |  |

| glagol htjeti       | jednina                  | množina                     |
| ------------------- | ------------------------ | --------------------------- |
| naglašeni prezent   | 1. hoću 2. hoćeš 3. hoće | 1. hoćemo 2. hoćete 3. hoće |
| nenaglašeni prezent | 1. ću 2. ćeš 3. će       | 1. ćemo 2. ćete 3. će       |
| zanijekani prezent  | 1. neću 2. nećeš 3. neće | 1. nećemo 2. nećete 3. neće |